# 中乔体育
中乔体育股份有限公司（中乔体育），原名乔丹体育股份有限公司（乔丹体育，QiaoDan），前身是成立於1984年的福建省晉江陳埭溪邊日用品二廠，至2000年更名為喬丹體育。喬丹體育（中国）的标志为一个运球的运动员。2000年，該企業申请注册“乔丹”、“QIAODAN”以及图形等商标，2007年4月26日，申請第6020578号“乔丹及图”商标。不過喬丹體育（中国）公司使用的品牌“乔丹”從未得到美国NBA篮球明星麥可·喬丹的授权，NIKE公司旗下的飛人喬丹是篮球运动员乔丹唯一授权过使用“乔丹”（Jordan）名称的品牌。
2012年，麥可·喬丹起诉乔丹体育侵犯其姓名权，请求法院注销其多项商标，北京市第一中级人民法院于2015年4月1日驳回诉讼请求，麥可·喬丹提起上诉。北京市高级人民法院于2015年8月17日再度驳回上诉，麥可·喬丹向中国最高人民法院申请再审。中国最高人民法院于2016年12月7日作出〈(2016)最高法行再27号行政判决〉，裁定麥可·喬丹拥有中文“乔丹”的姓名权，但对汉语拼音“qiaodan”和“QIAODAN”不具有姓名权。乔丹本人对此结果表示满意，称“非常高兴看到最高人民法院认可了我保护自己名字的权利”。2020年3月底，中国最高人民法院再度做出裁决，禁止乔丹体育使用麥可·喬丹姓名的中文翻译「乔丹」。2021年1月，媒体报道，「喬丹體育股份有限公司」已將其企業名稱變更為「中喬體育股份有限公司」。
2023年3月4日，中乔体育向上海证券交易所的上市申请获受理，此次中乔体育计划公开发行5000万股，公司拟投资项目总额为12.11亿元，拟投入募资10.64亿元。

## 赞助运动员
- 网球：斯维特拉娜·库兹涅佐娃